# Fargesia pleniculmis
Fargesia pleniculmis är en gräsart som först beskrevs av Hand.-mazz., och fick sitt nu gällande namn av Tong Pei Yi. Fargesia pleniculmis ingår i släktet bergbambusläktet, och familjen gräs. Inga underarter finns listade i Catalogue of Life.